# Stephanomeria monocephala
Stephanomeria monocephala là một loài thực vật có hoa trong họ Cúc. Loài này được Moran miêu tả khoa học đầu tiên năm 1969.